# Devarahalli, Pandavapura
Devarahalli là một làng thuộc tehsil Pandavapura, huyện Mandya, bang Karnataka, Ấn Độ.